# Kiril Prígoda
Kiril Guenádievich Prígoda (en ruso: Кирилл Геннадьевич Пригода; San Petersburgo, 29 de diciembre de 1995) es un deportista ruso que compite en natación, especialista en el estilo braza. Es hijo de los nadadores Guennadi Prígoda y Yelena Vólkova.
Ganó seis medallas en el Campeonato Mundial de Natación entre los años 2017 y 2025, y once medallas en el Campeonato Mundial de Natación en Piscina Corta entre los años 2014 y 2024.
Además, obtuvo una medalla de plata en el Campeonato Europeo de Natación de 2021, y cuatro medallas en el Campeonato Europeo de Natación en Piscina Corta de 2017.
Participó en dos Juegos Olímpicos de Verano, en los años 2016 y 2020, ocupando en Tokio 2020 el cuarto lugar en 4 × 100 m estilos y el séptimo en 4 × 100 m estilos mixto.
En piscina corta estableció una nueva plusmarca mundial en diciembre de 2018 de los 200 m braza (2:00,16) y en diciembre de 2024 del relevo 4 × 100 m estilos (3:18,68).

## Palmarés internacional
| Campeonato Mundial                  | Campeonato Mundial      | Campeonato Mundial | Campeonato Mundial      |
| Año                                 | Lugar                   | Medalla            | Prueba                  |
| ----------------------------------- | ----------------------- | ------------------ | ----------------------- |
| 2017                                | Budapest (Hungría)      | Medalla de bronce  | 100 m braza             |
| 2017                                | Budapest (Hungría)      | Medalla de bronce  | 4 × 100 m estilos       |
| 2019                                | Gwangju (Corea del Sur) | Medalla de bronce  | 4 × 100 m estilos       |
| 2025                                | Singapur (Singapur)     | Medalla de oro     | 4 × 100 m estilos       |
| 2025                                | Singapur (Singapur)     | Medalla de oro     | 4 × 100 m estilos mixto |
| 2025                                | Singapur (Singapur)     | Medalla de plata   | 50 m braza              |
| Campeonato Mundial en Piscina Corta |                         |                    |                         |
| Año                                 | Lugar                   | Medalla            | Prueba                  |
| 2014                                | Doha (Catar)            | Medalla de bronce  | 200 m braza             |
| 2016                                | Windsor (Canadá)        | Medalla de oro     | 4 × 50 m estilos        |
| 2016                                | Windsor (Canadá)        | Medalla de oro     | 4 × 100 m estilos       |
| 2018                                | Hangzhou (China)        | Medalla de oro     | 200 m braza             |
| 2018                                | Hangzhou (China)        | Medalla de plata   | 4 × 100 m estilos       |
| 2024                                | Budapest (Hungría)      | Medalla de oro     | 4 × 50 m estilos mixto  |
| 2024                                | Budapest (Hungría)      | Medalla de oro     | 4 × 100 m estilos       |
| 2024                                | Budapest (Hungría)      | Medalla de oro     | 4 × 100 m estilos mixto |
| 2024                                | Budapest (Hungría)      | Medalla de plata   | 50 m braza              |
| 2024                                | Budapest (Hungría)      | Medalla de plata   | 100 m braza             |
| 2024                                | Budapest (Hungría)      | Medalla de plata   | 200 m braza             |
| Campeonato Europeo                  |                         |                    |                         |
| Año                                 | Lugar                   | Medalla            | Prueba                  |
| 2021                                | Budapest (Hungría)      | Medalla de plata   | 4 × 100 m estilos       |
| Campeonato Europeo en Piscina Corta |                         |                    |                         |
| Año                                 | Lugar                   | Medalla            | Prueba                  |
| 2017                                | Copenhague (Dinamarca)  | Medalla de oro     | 4 × 50 m estilos        |
| 2017                                | Copenhague (Dinamarca)  | Medalla de oro     | 200 m braza             |
| 2017                                | Copenhague (Dinamarca)  | Medalla de plata   | 50 m braza              |
| 2017                                | Copenhague (Dinamarca)  | Medalla de bronce  | 100 m braza             |